# طرائف وأمثال شعبية
طرائف وأمثال شعبية هو كتاب عن الطرائف والقصص والأمثال الشعبية، ألفه المؤرخ عاتق البلادي (1352-1431). يعتبر الكتاب جمع قام به البلادي من خلال المجتمع الذي عاشه ورآه وعاصره وسمعه واحتك به عن قرب ومعاينة، فهو ينقل من العمق الاجتماعي الشعبي التقليدي، وقد رصد المؤلف التراث القصصي والحكواتي والنكت والمواقف الطريفة والمضحكة من أفواه الرواة والقصاصين ومن مجالس أسمارهم وأحاديثهم في القرى والمنتديات الشعبية العفوية، تم هذا الرصد عن طريقين:
1. رصد البلادي القصص الشعبية والأمثال والنكت عندما ولد وعاش في البادية وترعرع فيها وعاش صباه وطفولته وشبابه فيها، فكانت الأخبار والأمثال تختزنها ذاكرته ، حيث أنه نشأ في البادية بين عامي 1354 هـ-1366 هـ .
2. حين أقام البلادي في مكة المكرمة طالبا للعلم واختلط مع زملاء له في الدراسة من بلدان مختلفة في المملكة العربية السعودية ، وكانت المجالس العامة في ذاك الزمن عامرة فكان يسمع ويحفظ، ثم تلت هذه المرحلة مرحلة الرصد التراثي الشعبي الشفاهي هي ميدان العمل الوظيفي العسكري حينما عمل في الجيش السعودي .

منهج عاتق البلادي في تأليف كتابه:
1. الطرائف الشعبية: وقد جمعها وكانت 183 طرفة ونكتة وأقصوصة ، وقد رواها على روايتها ، وعلى نفس اللهجة .
2. الأمثال الشعبية: وقد جمع في هذا الجزء أكثر من 300 مثل شعبي ، وقام بشرحها بشكل مختصر لكنه يؤدي الغرض من المثل، ورتب الأمثال على حروف المعجم.